# Aversi Kirke
Aversi Kirke ligger i landsbyen Aversi ca. 11 km S for Ringsted (Region Sjælland). Indtil Kommunalreformen i 2007 lå den i Storstrøms Amt, og indtil Kommunalreformen i 1970 i Tybjerg Herred (Præstø Amt).
Kirken nævnes i skriftlige kilder fra o.1370, men der findes ikke spor efter en romansk kirke i murværket. Den nuværende kirke består af kor og skib opført i gotisk tid samt tårn, våbenhus og sakristi mod nord opført i sengotisk tid, alt i munkesten. Koret hviler på en dobbelt skråkantsokkel og har mod nord en savskiftegesims bag sakristiet, i korets østgavl anes en tilmuret vindues-tregruppe, taggavlen er fornyet i 1876-77. Fra tårnets mellemstokværk kan man se den oprindelige vestgavls blændingsdekoration. I våbenhuset er opstillet gravsten over præsten Wellas Mogensøn (død 1618) og præsten Søren Rasmussen Lund (død 1690).
Korets hvælv er formodentlig oprindeligt, skibets hvælv er fornyet. Altertavlen er opstillet i 1840 men indeholder ældre dele fra 1720, Gethsemane-gruppen er en efterligning af altertavlen i Vor Frelser kirke i København. Prædikestolen er udført på Abel Schrøders værksted 1625-30, på hjørnerne ses dydehermer, i felterne ses Kristus og de fire evangelister. Prædikestolen bærer våben for Eske Krafse og Pernille Banner. I skibet er opstillet et epitafium over Eggert Christopher Tryde (død 1789) og familie.
I koret er opstillet en gravsten med anevåben over Eske Krafse (død 1627) og Pernille Banner samt sønnen Eiler (død 1618), desuden ses en gravsten med våben over Henrik Krafse (død 1562) udført på Hans Malers værksted i Roskilde.
Den romanske granitfont er en monolit, under mundingsranden ses en tovsnoning og derunder cirkler, der mødes i et kors, derunder ses en omløbende stav krydset af fire lodrette stave, hulningen er ret lille, så muligvis er der tale om et vievandskar.

## Eksterne kilder og henvisninger
- Wikimedia Commons har flere filer relateret til Aversi Kirke
- Aversi Kirke på gravstenogepitafier.dk
- Aversi Kirke Arkiveret 30. januar 2011 hos  Wayback Machine på nordenskirker.dk
- Aversi Kirke på KortTilKirken.dk
- Aversi Kirke i bogværket Danmarks Kirker (udg. af Nationalmuseet)